# Bahnstrecke Homburg–Neunkirchen
| |                                                                                     |                                                      |                                                      |
| Streckennummer (DB): | 3282 Homburg–Neunkirchen 3275 Bexbach–Kraftwerk Bexbach 3286 Neunkirchen–KW Bexbach |                                                      |                                                      |
| Kursbuchstrecke (DB): | 683                                                                                 |                                                      |                                                      |
| Kursbuchstrecke: | 271g (1946)                                                                         |                                                      |                                                      |
| Streckenlänge: | 13,6 km                                                                             |                                                      |                                                      |
| Spurweite: | 1435 mm (Normalspur)                                                                |                                                      |                                                      |
| Stromsystem: | 15 kV 16,7 Hz ~                                                                     |                                                      |                                                      |
| Maximale Neigung: | 6,7 ‰                                                                               |                                                      |                                                      |
| Minimaler Radius: | 350 m                                                                               |                                                      |                                                      |
| Streckengeschwindigkeit: | 120 km/h                                                                            |                                                      |                                                      |
| |                                                                                     |                                                      |                                                      |
| Bundesland: | Saarland                                                                            |                                                      |                                                      |
| \| \| \| von Mannheim \| \| \| \| 0,0 \| Homburg (Saar) Hbf \| 243 m \| \| \| \| Trasse 1849–1881 \| \| \| \| \| B 423 \| \| \| \| 0,8 \| nach Zweibrücken (heute Werksanschluss) \| nach Zweibrücken (heute Werksanschluss) \| \| \| 1,0 \| nach Saarbrücken \| nach Saarbrücken \| \| \| \| ehem. Verbindung zum Zollbahnhof Homburg (Saar) West \| \| \| \| \| ehem. Verbindung nach Zweibrücken (1881–1904) \| \| \| \| \| \| \| \| \| \| ehem. Verbindung vom Zollbahnhof Homburg (Saar) West \| \| \| \| 4,1 \| Altstadt (Saar) \| 249 m \| \| \| \| A 6 \| \| \| \| \| Feilbach \| \| \| \| 7,5 \| Bexbach \| 252 m \| \| \| \| zum Kraftwerk Bexbach \| \| \| \| \| ehem. Landesgrenze Bayern-Preußen \| \| \| \| 9,5 \| Neunkirchen (Saar)-Bauknecht (Anst) \| 247 m \| \| \| 9,8 \| Neunkirchen (Saar)-Wellesweiler \| Neunkirchen (Saar)-Wellesweiler \| \| \| \| Blies \| \| \| \| \| Blies \| \| \| \| \| Kraftwerk Bexbach[Anm 1] \| \| \| \| 13,5 \| Nahetalbahn von Bingen \| Nahetalbahn von Bingen \| \| \| 13,6 \| Neunkirchen (Saar) Hbf (Keilbahnhof) \| 257 m \| \| \| \| Fischbachtalbahn nach Schiffweiler \| \| \| \| \| Bahnstrecke Neunkirchen–Neunkirchen-Heinitz \| \| \| \| \| Nahetalbahn nach Saarbrücken \| \| |                                                                                     |                                                      |                                                      |
| Strecke |                                                                                     | von Mannheim                                         | von Mannheim                                         |
| Bahnhof | 0,0                                                                                 | Homburg (Saar) Hbf                                   | 243 m                                                |
| Verschwenkung von links (Strecke außer Betrieb) · Verschwenkung von rechts |                                                                                     | Trasse 1849–1881                                     | Trasse 1849–1881                                     |
| Strecke (außer Betrieb) · Brücke |                                                                                     | B 423                                                | B 423                                                |
| Strecke (außer Betrieb) · Abzweig geradeaus und nach links | 0,8                                                                                 | nach Zweibrücken (heute Werksanschluss)              | nach Zweibrücken (heute Werksanschluss)              |
| Strecke (außer Betrieb) · Abzweig geradeaus und nach links | 1,0                                                                                 | nach Saarbrücken                                     | nach Saarbrücken                                     |
| Strecke (außer Betrieb) · Abzweig geradeaus und ehemals nach links |                                                                                     | ehem. Verbindung zum Zollbahnhof Homburg (Saar) West | ehem. Verbindung zum Zollbahnhof Homburg (Saar) West |
| Strecke (außer Betrieb) · Abzweig geradeaus und ehemals von links |                                                                                     | ehem. Verbindung nach Zweibrücken (1881–1904)        | ehem. Verbindung nach Zweibrücken (1881–1904)        |
| Verschwenkung nach links (Strecke außer Betrieb) · Verschwenkung nach rechts |                                                                                     |                                                      |                                                      |
| Abzweig geradeaus und ehemals von links |                                                                                     | ehem. Verbindung vom Zollbahnhof Homburg (Saar) West | ehem. Verbindung vom Zollbahnhof Homburg (Saar) West |
| ehemaliger Bahnhof | 4,1                                                                                 | Altstadt (Saar)                                      | 249 m                                                |
| Strecke mit Straßenbrücke |                                                                                     | A 6                                                  | A 6                                                  |
| Brücke über Wasserlauf |                                                                                     | Feilbach                                             | Feilbach                                             |
| Bahnhof | 7,5                                                                                 | Bexbach                                              | 252 m                                                |
| Abzweig geradeaus und nach rechts |                                                                                     | zum Kraftwerk Bexbach                                | zum Kraftwerk Bexbach                                |
| ehemalige Grenze |                                                                                     | ehem. Landesgrenze Bayern-Preußen                    | ehem. Landesgrenze Bayern-Preußen                    |
| Blockstelle | 9,5                                                                                 | Neunkirchen (Saar)-Bauknecht (Anst)                  | 247 m                                                |
| Haltepunkt / Haltestelle | 9,8                                                                                 | Neunkirchen (Saar)-Wellesweiler                      | Neunkirchen (Saar)-Wellesweiler                      |
| Brücke über Wasserlauf |                                                                                     | Blies                                                | Blies                                                |
| Brücke über Wasserlauf |                                                                                     | Blies                                                | Blies                                                |
| Dienststation / Betriebs- oder Güterbahnhof |                                                                                     | Kraftwerk Bexbach                                    | Kraftwerk Bexbach                                    |
| Abzweig geradeaus und von rechts | 13,5                                                                                | Nahetalbahn von Bingen                               | Nahetalbahn von Bingen                               |
| Bahnhof | 13,6                                                                                | Neunkirchen (Saar) Hbf (Keilbahnhof)                 | 257 m                                                |
| Abzweig geradeaus und nach rechts |                                                                                     | Fischbachtalbahn nach Schiffweiler                   | Fischbachtalbahn nach Schiffweiler                   |
| Abzweig geradeaus und ehemals nach links |                                                                                     | Bahnstrecke Neunkirchen–Neunkirchen-Heinitz          | Bahnstrecke Neunkirchen–Neunkirchen-Heinitz          |
| Strecke |                                                                                     | Nahetalbahn nach Saarbrücken                         | Nahetalbahn nach Saarbrücken                         |

Die Bahnstrecke Homburg–Neunkirchen ist heute eine zweigleisige, elektrifizierte Eisenbahnhauptstrecke im Saarland. Sie stellt eine Querverbindung zwischen der Bahnstrecke Mannheim–Saarbrücken und der Nahetalbahn dar.
Der Abschnitt Homburg–Bexbach wurde als Teil der Pfälzischen Ludwigsbahn erbaut und 1849 eröffnet, die Verlängerung nach Neunkirchen folgte ein Jahr später. Ab 1852 war er Bestandteil der von Ludwigshafen nach Saarbrücken verlaufenden Magistrale. Da in den Folgejahrzehnten bis 1904 eine kürzere Verbindung zwischen Homburg und Saarbrücken in Betrieb ging, die Teil der aus der Ludwigsbahn hervorgegangenen Strecke Mannheim–Saarbrücken wurde, verlor er an Bedeutung. Dennoch blieb die Verbindung eine der wichtigsten Güterverkehrsstrecken Deutschlands, sodass sie zwischenzeitlich elektrifiziert wurde.

## Geschichte

### Entstehung
Der Streckenabschnitt Homburg–Bexbach entstand als Teil der in Ludwigshafen beginnenden Pfälzischen Ludwigsbahn, die vor allem als Transportmittel für Saarkohle aus dem Bexbacher Revier bis zu dem von der bayerischen Regierung gegenüber von Mannheim angelegten Hafen- und Handelsplatz „Rheinschanze“ dienen sollte. Im westlichen Streckenabschnitt wurden zunächst mehrere unterschiedliche Varianten ausgearbeitet. Wurde anfangs noch in Erwägung gezogen, das bayerische St. Ingbert als westlichen Endpunkt festzulegen, so wurde dies auf Druck Preußens fallen gelassen, da letzteres die langfristig angestrebte Durchbindung bis nach Saarbrücken möglichst lange über sein eigenes Territorium sehen wollte. Deshalb wurde Bexbach anvisiert, von wo aus später die Verlängerung über Neunkirchen und das Sulzbachtal erfolgen sollte.
Am 10. Januar 1838 bildete sich eine provisorische Gesellschaft zum Bau dieser Strecke von der Rheinschanze (ab 1865 in Ludwigshafen umbenannt) nach Bexbach. Am 30. März desselben Jahres erfolgte dann die endgültige Gründung als „Bayerische Eisenbahngesellschaft der Pfalz-Rheinschanz-Bexbacher Bahn“. Im Mai 1844 wurde das Unternehmen schließlich in „Pfälzische Ludwigsbahn-Gesellschaft“ umbenannt.

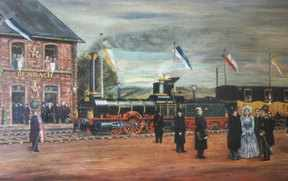
Eröffnungszug in Bexbach im Jahr 1849

Die Strecke wurde unter der Leitung von Paul Camille von Denis, der zu seiner Zeit zu den herausragenden Eisenbahn-Pionieren Deutschlands gehörte, ab Ende März 1845 gebaut. Benannt wurde die Strecke nach dem bayrischen König Ludwig I. Der auf bayrischem Territorium gelegene Abschnitt von Homburg nach Bexbach wurde am 6. Juni 1849 eröffnet. In östlicher Richtung war zu diesem Zeitpunkt bereits ein Jahr zuvor Verkehr bis nach Frankenstein möglich. Dieser gerade eröffnete Streckenabschnitt zwischen Bexbach und Homburg diente den demokratischen Freischärlern zur Flucht vor den einrückenden preußischen Truppen. Die Fertigstellung des Streckenabschnitts Neustadt–Frankenstein hatte sich zum einen durch den für den Bahnbau erforderlichen Grunderwerb und zum anderen aufgrund der schwierigen Topografie des Pfälzerwaldes verzögert. Die durchgehende Eröffnung fand schließlich am 25. August 1849 statt.
Der preußische Streckenteil über Wellesweiler nach Neunkirchen wurde am 20. Oktober 1850 zusammen mit der Grubenanschlussbahn nach Heinitz in Betrieb genommen.

### Weitere Entwicklung
Am 16. November 1852 war durchgehender Verkehr bis Saarbrücken möglich. Bereits im Juli 1856 war die Strecke auf gesamter Länge zwischen Ludwigshafen und Neunkirchen zweigleisig ausgebaut. In der Folgezeit wurden zwischen Homburg und Bexbach mit Altstadt ein weiterer Bahnhof in Betrieb genommen.
Mit Eröffnung der Bahnstrecke St. Ingbert–Saarbrücken im Jahr 1879 existierte in Kombination mit der 1857 eröffneten Bahnstrecke Homburg–Zweibrücken und der 1867 auf voller Länge freigegebenen Würzbachbahn eine weitere Bahnverbindung der Relation Homburg–Saarbrücken. Diese war kürzer als die bisherige Route über Bexbach und Neunkirchen und wurde dieser für Züge aus Saarbrücken fortan vorgezogen. Kohlezüge aus Richtung Bexbach, die über die 1875 eröffnete Magistrale Zweibrücken–Landau nach Osten fuhren, mussten im Bahnhof Homburg Kopf machen. Um dieses Problem zu lösen, wurde die bisherige Wendung des Gleises westlich vom Homburg in Richtung Bexbach aufgegeben und so trassiert, dass eine Verbindungskurve zur Strecke nach Zweibrücken angelegt werden konnte. 1878 war die Ausarbeitung des Projektes abgeschlossen, am 1. Februar 1879 folgte die Genehmigung der bayerischen Regierung. Am 30. April selben Jahres gaben die Pfälzischen Eisenbahnen diesbezüglich grünes Licht. Die Umbaumaßnahmen begannen im Frühjahr 1880. Die Eröffnung erfolgte am 15. Oktober 1881.

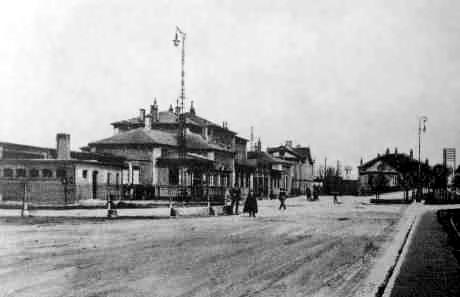
Bahnhof Homburg im Jahr 1902

Ab 1904 existierte via Limbach und Kirkel eine Direktverbindung von Homburg nach Saarbrücken, womit die Strecke von Homburg nach Neunkirchen weiter an Bedeutung verlor. Da diese neue Strecke die 1881 errichtete Verbindungskurve Richtung Zweibrücken kreuzte, musste letztere aufgegeben werden. Am 1. Januar 1909 ging der Abschnitt Homburg–Bexbach zusammen mit den übrigen Bahnstrecken innerhalb der Pfalz in das Eigentum der Bayerischen Staatseisenbahnen über.

### Saargebiet und Saarland
Nachdem das Deutsche Kaiserreich den Ersten Weltkrieg verloren hatte, wurde die Strecke mit Wirkung des 10. März 1920 dem neu geschaffenen Saargebiet zugeteilt, das auf Initiative der Siegermächte für die Dauer von 15 Jahren der Kontrolle durch den Völkerbund unterstand und während dieser Zeit französisches Zollgebiet war. Folglich war für ihn die Saareisenbahn zuständig, die aus der vormaligen preußischen Eisenbahndirektion Saarbrücken hervorgegangen war. In diesem Zusammenhang entstand westlich von Homburg Richtung Saarbrücken der für den Güterverkehr zuständige Zollbahnhof Homburg (Saar) West, zu dem eine Verbindungskurve zur Strecke nach Neunkirchen entstand. Die Strecke wurde in der Folgezeit neu kilometriert. Der Nullpunkt befand sich ursprünglich an der preußisch-bayerischen Landesgrenze zwischen Bexbach und Neunkirchen. Dieser wurde zwischenzeitlich nach Homburg verlegt; die Kilometrierung folgt dort in die entgegengesetzte Richtung bis nach Neunkirchen.
Mit der Eingliederung des Saargebietes in das Deutsche Reich 1935 ging die Strecke an die Deutsche Reichsbahn (DR). Im Zweiten Weltkrieg waren ab 1944 vor allem die Hauptbahnhöfe von Homburg und Neunkirchen oft Ziele von Bombardierungen aus der Luft. So wurde während der Kampfhandlungen beispielsweise das Homburger Empfangsgebäude zerstört.
1947 gelangte die Strecke erneut zum nun „Saarland“ genannten Territorium und erhielt entsprechend eine eigene Verwaltung, die sich zunächst Saarländische Eisenbahnen (SEB) und später dann Eisenbahnen des Saarlandes – kurz EdS – nannte. Mit der Eingliederung des Saarlandes in die Bundesrepublik Deutschland war die Strecke fortan Eigentum der Deutschen Bundesbahn. Ab 19. Mai 1966 war sie durchgängig elektrisch befahrbar.
Im Zuge der Bahnreform ging die Strecke zum 1. Januar 1994 in das Eigentum der Deutschen Bahn über. Anfang 2005 kam es zudem zur Gründung des Saarländischen Verkehrsverbundes (SaarVV), in dem sich die Bahnlinie seither befindet.

## Streckenverlauf
Die Strecke umfährt in einem weiten Bogen die Stadt Homburg und lässt die Bahnstrecke Mannheim–Saarbrücken links liegen. Die Gleise nach Neukirchen führen in die nordwestliche Richtung. Nach dem aufgelassenen Bahnhof Altstadt (Saar) unterquert sie die Bundesautobahn 6 und überbrückt danach den Feilbach. Anschließend verläuft sie über Bexbach und Wellesweiler. Westlich von Wellesweiler überbrückt sie zweimal die Blies und erreicht schließlich Neunkirchen.

## Verkehr

### Personenverkehr

#### Historisch
Bereits 1853 verliefen über die Strecke durchgehende Personenzüge der Relation Mainz–Paris. 1854 verkehrten zwischen beiden Städten bereits drei Zugpaare; eine Fahrt zwischen Mainz und Paris dauerte rund 17 Stunden. drei von ihnen täglich. Mit der Vollendung der in Etappen eröffneten Rhein-Nahe-Bahn durch die gleichnamige Bahngesellschaft im Jahr 1860 entfiel diese Verbindung wieder; folglich musste von und nach Paris in Neunkirchen umgestiegen werden. Die Züge der Ludwigsbahn endeten fortan in Neunkirchen. 1865 verkehrten drei Zugpaare von Worms nach Neunkirchen und eines der Relation Homburg–Neunkirchen. Hinzu kam ein Zug von Kaiserslautern nach Neunkirchen.
Von einem nachhaltigen, über die Strecke Homburg–Neunkirchen verlaufenden überregionalen Verkehr in Ost-West-Richtung konnte in den Folgejahrzehnten keine Rede sein, da die Schnellzüge der Relation Ludwigshafen–Neunkirchen an fast allen Unterwegsbahnhöfen hielten. Zwischen Homburg und Ludwigshafen fuhren die Nahverkehrszüge im Jahr 1884 in der Relation Neunkirchen–Worms.
Wenige Jahre nach Eröffnung der in Homburg beginnenden Glantalbahn wurden vereinzelt Direktzüge der Relation Kusel–Neunkirchen eingeführt, die primär den Arbeitern der dortigen Kohlebergwerke dienten. Bereits 1920 verkehrten diese teilweise bis zur Grube Heinitz. Bedingt durch die Abtrennung des Saargebiets fuhren die restlichen Personenzüge ausschließlich zwischen Neunkirchen und Homburg; durchgehende Züge über die alte Ludwigsbahn in Richtung Kaiserslautern existierten nicht mehr. Ab den 1930er Jahren fuhr über die Strecke ein Fernzug der Relation Berlin–Neunkirchen. Die Züge der Relation Kusel–Neunkirchen–Heinitz hielten sich bis in die 1950er Jahre.

#### Aktuell
Die Strecke findet sich im Kursbuch der Deutschen Bahn AG unter der abweichenden KBS 683. Auf ihr verkehren die Regionalbahnen von Homburg (Saar) Hbf bis nach Illingen (Saar) an der Primstalbahn im Stundentakt. Hinzu kommen Regionalbahnen der Relation Homburg (Saar) Hbf – Neunkirchen (Saar) Hbf, sodass auf der Bahnstrecke bis zum Fahrplanwechsel 2024 ein 20/40-Minuten-Takt, seitdem ein vollwertiger 20 Minuten-Takt existiert. Ergänzt werden diese Fahrten durch einzelne Züge der Relation Homburg – Neunkirchen – Wemmetsweiler – Saarbrücken, welche in den 20-Minuten-Takt integriert sind.

### Güterverkehr
Zwischen Homburg und Neunkirchen sowie der restlichen Ludwigsbahn wurde im Güterverkehr nach ihrer Fertigstellung auf voller Länge hauptsächlich Kohle aus der Saarregion an den Rhein transportiert. Sowohl Bexbach als auch Neunkirchen besaßen aufgrund der Montanindustrie vor Ort zahlreiche Gütergleise. Ein unmittelbarer Anschluss der Bexbacher Kohlebergwerke blieb jedoch mit Hinblick auf die geplante Durchbindung nach Neunkirchen und Saarbrücken zunächst aus. Später erhielt die königliche Kohlengrube von Bexbach jedoch ein Anschlussgleis, das inzwischen dem Kraftwerk Bexbach dient. Anfang des 20. Jahrhunderts fuhren die Güterzüge die Relation Kaiserslautern–Neunkirchen–Homburg–Zweibrücken und Homburg–Neunkirchen.
Bis heute fahren von beziehungsweise nach Neunkirchen Güterzüge über Homburg hinaus bis nach Mannheim.

## Fahrzeugeinsatz
Zuständig für den Fahrzeugeinsatz war vor allem die Werkstätte Kaiserslautern. 1900 kam eine Filiale in Homburg hinzu, die neun Jahre später zu einem eigenständigen Werk umgewandelt wurde. Später wurden diese offiziell Bahnbetriebswerk genannt. Hinzu kam außerdem ein solches in Neunkirchen.
In den ersten Jahren nach der Streckeneröffnung befuhren wahlweise Lokomotiven der Maschinenfabrik Emil Keßler beziehungsweise Maffei, die die Nummern 1 bis 8 und 21 und 9 bis 20 erhielten. Diese trugen Namen wie Haardt, Vogesus, Denis und Alwens. In den 1850er Jahren kamen Crampton-Lokomotiven mit den Nummern 26 bis 63 hinzu. Aktuell werden im Personenverkehr Elektrotriebwagen der Baureihe 425 und 426 eingesetzt. Anfang des 20. Jahrhunderts kamen Loks der Baureihen P 1, P 2.I, P 2.II, G 2.I und G 2.II zum Einsatz.
Seit der Elektrifizierung kommen im Güterverkehr die Baureihen 139, 140, 152, 155, 185, 186 und 189 zum Einsatz. Im Personenverkehr finden Triebwagen der Baureihen 425 und 426 Verwendung. Seit dem Fahrplanwechsel im Dezember 2019, fährt dort das Private EVU vlexx, mit Fahrzeugen der Baureihe 442 von Bombardier.

## Betriebsstellen

### Homburg (Saar) Hauptbahnhof

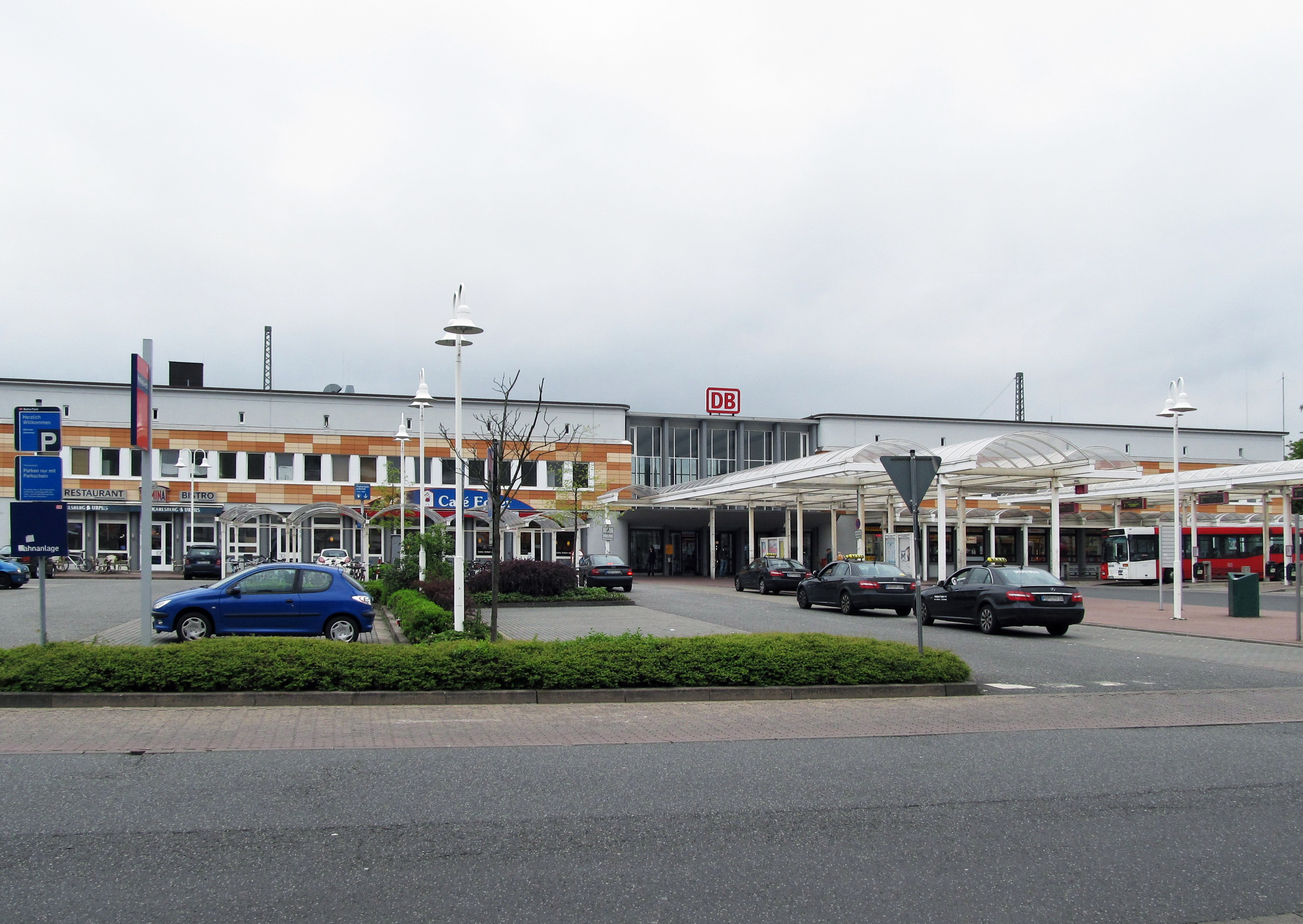
Homburg (Saar) Hauptbahnhof

Bis 1923 hieß der Bahnhof Homburg (Pfalz). Er entstand 1848 als vorläufiger Endpunkt des westlichen Ludwigsbahn-Abschnitts, der in östlicher Richtung zunächst in Kaiserslautern und wenig später in Frankenstein endete. Mit Eröffnung der Bahnstrecke Homburg–Zweibrücken im Jahr 1857 wurde er nach Schifferstadt (1847), Ludwigshafen (1853) und Neustadt an der Haardt (1855) der vierte Eisenbahnknotenpunkt innerhalb der Pfalz.
Am 1. Januar 1904 folgte die Strecke Homburg–Rohrbach, die genau wie die vier Monate später vollendete Glantalbahn aus strategischen Gründen errichtet worden war. Die Strecke nach Zweibrücken sowie die Glantalbahn sind inzwischen stillgelegt worden, sodass heute neben der Strecke von Mannheim nach Saarbrücken nur noch diejenige nach Neunkirchen existiert.

### Altstadt (Saar)
Der Bahnhof befand sich nordöstlich von Altstadt und entstand erst einige Jahrzehnte nach der Streckeneröffnung. Ab den 1920er Jahren erhielt er den Zusatz „Saar“. Bereits ab 1904 existierte an der neuen Strecke von Homburg nach Rohrbach der Bahnhof Limbach-Altstadt (heutiger Name: Limbach (b Homburg, Saar)), der sich deutlich näher am Siedlungsgebiet von Altstadt befand, wodurch der bisherige Bahnhof an der Strecke nach Neunkirchen an Bedeutung verlor. Nach dem Zweiten Weltkrieg wurde er deshalb aufgegeben.

### Bexbach

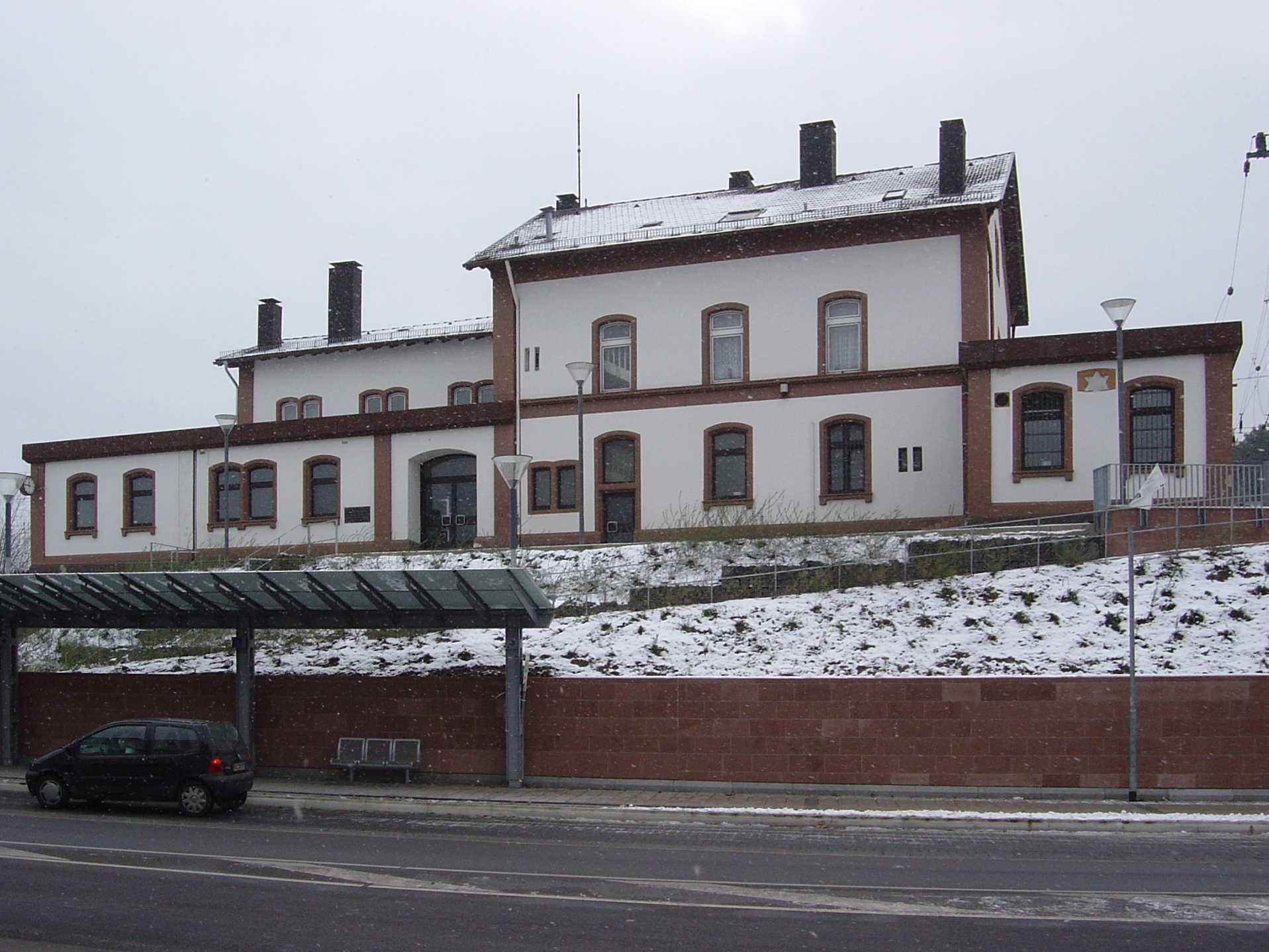
Bahnhof Bexbach

Das Empfangsgebäude des Bahnhof Bexbach ist das älteste noch erhaltene innerhalb des Saarlandes.

### Neunkirchen (Saar)-Wellesweiler
Der Haltepunkt befindet sich im Nordosten des Siedlungsgebiets des Neunkircher Stadtteils Wellesweiler unweit der Gemarkungsgrenze zu Bexbach.

### Neunkirchen (Saar) Hauptbahnhof
Der Bahnhof befindet sich am nördlichen Stadtrand von Neunkirchen (Saar). Mit Eröffnung der Nahetalbahn auf ihrer vollem Länger im Jahr 1860 wurde er zum Keilbahnhof. Er ist darüber hinaus Endpunkt der Fischbachtalbahn. Mittlerweile stillgelegt ist die Bahnstrecke Neunkirchen–Neunkirchen-Heinitz, die hauptsächlich den Gruben Dechen und Heinitz gedient hatte.